# Premis Oscar de 1977
Els Premis Oscar de 1977 (en anglès: 50th Academy Awards) foren presentats el 3 d'abril de 1978 en una cerimònia realitzada al Dorothy Chandler Pavilion de Los Angeles.
En aquesta edició actuà de presentador Bob Hope, que ho feu per dinovena i última vegada.

## Curiositats
Les pel·lícules més nominades de la nit foren Julia de Fred Zinnemann i The Turning Point de Herbert Ross amb onze nominacions, si bé la primera rebé tres premis (actor secundari, actriu secundària i guió adaptat) la segona no rebé cap guardó i es convertí en la pel·lícula amb més nominacions sense rebre cap premi. Anteriorment ostentaven aquest "rècord negatiu" La lloba de William Wyler (1941) i Peyton Place de Mark Robson (1957); i posteriorment igualà aquest rècord El color púrpura de Steven Spielberg (1985).
La pel·lícula guanyadora de la nit fou Annie Hall de Woody Allen, que aconseguí quatre de les cinc nominacions a les quals optava: pel·lícula, director, actriu i guió original. Ara bé, el film més guardonat de la nit fou La guerra de les galàxies de George Lucas que guanyà sis premis de les deu nominacions a les quals optava, tots ells tècnics, a més d'un Oscar Especial.
Jason Robards aconseguí guanyar de forma consecutiva l'Oscar al millor actor secundari pel seu paper a Julia, un fet que anteriorment únicament havien aconseguit Luise Rainer, Spencer Tracy i Katharine Hepburn, si bé en categories principals.

## Premis
| Millor pel·lícula | Millor direcció |
| --- | --- |
| - Annie Hall (Charles H. Joffe per United Artists) - La guerra de les galàxies (Gary Kurtz per 20th Century Fox) - Julia (Richard Roth per 20th Century Fox) - La noia de l'adéu (Ray Stark per Warner Bros.) - The Turning Point (Herbert Ross i Arthur Laurents per 20th Century Fox) | - Woody Allen per Annie Hall - George Lucas per La guerra de les galàxies - Herbert Ross per The Turning Point - Steven Spielberg per Encontres a la tercera fase - Fred Zinnemann per Julia |
| Millor actor | Millor actriu |
| - Richard Dreyfuss per La noia de l'adéu com a Elliot Garfield - Woody Allen per Annie Hall com a Alvy "Max" Singer - Richard Burton per Equus com a Martin Dysart - Marcello Mastroianni per Una jornada particular com a Gabriele - John Travolta per Febre del dissabte nit com a Tony Manero | - Diane Keaton per Annie Hall com a Annie Hall - Anne Bancroft per The Turning Point com a Emma Jacklin - Jane Fonda per Julia com a Lillian Hellman - Shirley MacLaine per The Turning Point com a DeeDee Rodgers - Marsha Mason per La noia de l'adéu com a Paula McFadden |
| Millor actor secundari | Millor actriu secundària |
| - Jason Robards per Julia com a Dashiell Hammett - Mikhaïl Baríxnikov per The Turning Point com a Iuri Kopeikine - Peter Firth per Equus com a Alan Strang - Alec Guinness per La guerra de les galàxies com a Obi-Wan Kenobi - Maximilian Schell per Julia com a Johann | - Vanessa Redgrave per Julia com a Julia - Leslie Browne per The Turning Point com a Emilia Rodgers - Quinn Cummings per La noia de l'adéu com a Lucy McFadden - Melinda Dillon per Encontres a la tercera fase per Jillian Guiler - Tuesday Weld per Buscant el Sr. Goodbar com a Katherine Dunn |
| Millor guió original | Millor guió adaptat |
| - Woody Allen i Marshall Brickman per Annie Hall - George Lucas per La guerra de les galàxies - Neil Simon per La noia de l'adéu - Arthur Laurents per The Turning Point - Robert Benton per L'última sessió | - Alvin Sargent per Julia (sobre hist. Lillian Hellman) - Luis Buñuel i Jean-Claude Carrière per Cet obscur objet du désir (sobre hist. Pierre Louÿs) - Peter Shaffer per Equus (sobre obra teatre pròpia) - Gavin Lambert i Lewis John Carlino per I Never Promised You a Rose Garden (sobre hist. Joanne Greenberg) - Larry Gelbart per Oh, God! (sobre hist. Avery Corman)                                                        |
| Millor pel·lícula de parla no anglesa | |
| - Madame Rosa de Moshé Mizrahi (França) - Cet obscur objet du désir de Luis Buñuel (Espanya) - Iphigenia de Michael Cacoyannis (Grècia) - Mivtsa Yonatan de Menahem Golan (Israel) - Una jornada particular d'Ettore Scola (Itàlia) | |
| Millor banda sonora | Millor banda sonora - Cançons o adaptació |
| - John Williams per La guerra de les galàxies - Georges Delerue per Julia - Marvin Hamlisch per L'espia que em va estimar - Maurice Jarre per Mohammad, Messenger of God - John Williams per Encontres a la tercera fase | - Jonathan Tunick per Melodia nocturna - Al Kasha i Joel Hirschhorn (cançons); Irwin Kostal (adaptació) per Pete's Dragon - Richard M. Sherman i Robert B. Sherman (cançons); Angela Morley (adaptació) per La sabatilla i la rosa |
| Millor cançó original | Millor fotografia |
| - Joseph Brooks (música i lletra) per You Light Up My Life ("You Light Up My Life") - Marvin Hamlisch (música); Carole Bayer Sager (lletra) per L'espia que em va estimar ("Nobody Does It Better") - Al Kasha i Joel Hirschhorn (música i lletra) per Pete's Dragon ("Candle on the Water") - Sammy Fain (música); Carol Connors i Ayn Robbins (lletra) per Els rescatadors per ("Someone's Waiting for You") - Richard M. Sherman i Robert B. Sherman (música i lletra) per La sabatilla i la rosa per "The Slipper and the Rose Waltz (He Danced with Me/She Danced with Me)" | - Vilmos Zsigmond per Encontres a la tercera fase - William A. Fraker per Buscant el Sr. Goodbar - Fred J. Koenekamp per Islands in the Stream - Douglas Slocombe per Julia - Robert L. Surtees per The Turning Point |
| Millor direcció artística | Millor vestuari |
| - John Barry, Norman Reynolds i Leslie Dilley; Roger Christian per La guerra de les galàxies - George C. Webb; Mickey S. Michaels per Airport '77 - Joe Alves i Dan Lomino; Phil Abramson per Encontres a la tercera fase - Ken Adam i Peter Lamont; Hugh Scaife per L'espia que em va estimar - Albert Brenner; Marvin March per The Turning Point | - John Mollo per La guerra de les galàxies - Edith Head i Burton Miller per Airport '77 - Anthea Sylbert per Julia - Florence Klotz per Melodia nocturna - Irene Sharaff per The Other Side of Midnight |
| Millor muntatge | Millor so |
| - Paul Hirsch, Marcia Lucas i Richard Chew per La guerra de les galàxies - Michael Kahn per Encontres a la tercera fase - Walter Murch per Julia - Walter Hannemann i Angelo Ross per Smokey and the Bandit - William H. Reynolds per The Turning Point | - Don MacDougall, Ray West, Bob Minkler i Derek Ball per La guerra de les galàxies - Walter Goss, Dick Alexander, Tom Beckert i Robin Gregory per L'abisme - Robert Knudson, Robert Glass, Don MacDougall i Gene Cantamessa per Encontres a la tercera fase - Robert Knudson, Robert Glass, Richard Tyler i Jean-Louis Ducarme per Sorcerer - Theodore Soderberg, Paul Wells, Douglas O. Williams i Jerry Jost per The Turning Point |
| Millor documental | Millor curtmetratge documental |
| - Who Are the DeBolts? And Where Did They Get Nineteen Kids? de John Korty, Dan McCann i Warren Lockhart - The Children of Theatre Street de Robert Dornhelm i Earle Mack - High Grass Circus de Bill Brind, Torben Schioler i Tony Ianzelo - Homage to Chagall: The Colours of Love de Harry Rasky - Union Maids de Jim Klein, Julia Reichert i Miles Mogulescu | - Gravity Is My Enemy de John C. Joseph i Jan Stussy - Agueda Martinez: Our People, Our Country de Moctesuma Esparza - First Edition de Helen Whittney i DeWitt Sage - Of Time, Tombs and Treasures de James R. Messenger i Paul Raimondi - The Shetland Experience de Douglas Gordon |
| Millor curtmetratge | Millor curtmetratge d'animació |
| - I'll Find a Way de Berverly Schaffer i Iuki Yoshida - The Absent-Minded Waiter de William E. McEuen - Floating Free de Jerry Butts - Notes on the Popular Arts de Saul Bass - Spaceborne de Philip Dauber | - Te château de sable de Co Hoedeman - Bead Game d'Ishu Patel - The Doonesbury Special de John Hubley, Faith Hubley i Garry Trudeau - Jimmy the C de Jimmy Picker, Robert Grossman i Craig Whitaker |

## Oscar Especial
- Frank E. Warner per Encontres a la tercera fase  (pels efectes de so)
- Ben Burtt per La guerra de les galàxies (pels efectes de so i la creació de les veus d'aliens, criatures i robots)

## Premi Honorífic
- Margaret Booth - per la seva contribució excepcional a l'art del muntatge en el cinema. [estatueta]

## Premi Irving G. Thalberg
- Walter Mirisch

## Premi Humanitari Jean Hersholt
- Charlton Heston

## Presentadors
| Nom                                           |                                           |
| --------------------------------------------- | ----------------------------------------- |
| Hank Simms                                    | Anunciador dels premis                    |
| Howard W. Koch (president AMPAS)              | Obertura i benvinguda                     |
| Bette Davis Gregory Peck                      | Explicació del procés i regles de votació |
| John Travolta                                 | Millor actriu secundària                  |
| Mark Hamill R2-D2 C-3PO                       | Oscars Especials                          |
| Jodie Foster Mickey Mouse Paul Williams       | Millors curtmetratges                     |
| William Holden Barbara Stanwyck               | Millor so                                 |
| Joan Fontaine                                 | Millors efectes visuals                   |
| Kirk Douglas Raquel Welch                     | Millors documentals                       |
| Billy Dee Williams                            | Premis Científics i Tècnics               |
| Greer Garson Henry Winkler                    | Millor direcció artística                 |
| Eva Marie Saint Jack Valenti                  | Millor pel·lícula de parla no anglesa     |
| Michael Caine Maggie Smith                    | Millor actor secundari                    |
| Natalie Wood                                  | Millor vestuari                           |
| Johnny Green Henry Mancini Olivia Newton-John | Millor música original i adaptació        |
| Goldie Hawn Jon Voight                        | Millor fotografia                         |
| Bette Davis                                   | Premi Humanitari Jean Hersholt            |
| Olivia de Havilland                           | Premi Honorífic                           |
| Farrah Fawcett Marcello Mastroianni           | Millor muntatge                           |
| Fred Astaire                                  | Millor cançó                              |
| Cicely Tyson King Vidor                       | Millor direcció                           |
| Paddy Chayefsky                               | Millor guió original i adaptat            |
| Janet Gaynor Walter Matthau                   | Millor actriu                             |
| Sylvester Stallone                            | Millor actor                              |
| Stanley Kramer                                | Premi Irving G. Thalberg                  |
| Jack Nicholson                                | Millor pel·lícula                         |

### Actuacions
| Nom                             | Paper                        | Peça                                                                                    |
| ------------------------------- | ---------------------------- | --------------------------------------------------------------------------------------- |
| Nelson Riddle                   | Arranjador musical Conductor | Orquestra                                                                               |
| Debbie Reynolds                 | Interpreta                   | "Look How Far We've Come"                                                               |
| Debby Boone                     | Interpreta                   | "You Light Up My Life" de You Light Up My Life                                          |
| Gloria Loring                   | Interpreta                   | "Candle on the Water" de Pete's Dragon i "Someone's Waiting for You" de Els rescatadors |
| Sammy Davis Jr. Marvin Hamlisch | Interpreten                  | "Come Light the Candles"                                                                |
| Aretha Franklin                 | Interpreta                   | "Nobody Does It Better" de L'espia que em va estimar                                    |
| Jane Powell                     | Interpreta                   | "The Slipper and the Rose Waltz (He Danced with Me)" de La sabatilla i la rosa          |
| Cor de l'Acadèmia               | Interpreta                   | "That's Entertainment!"                                                                 |

## Múltiples nominacions i premis
| Les següents pel·lícules van rebre diverses nominacions: - 11 nominacions: Julia i The Turning Point - 10 nominacions: La guerra de les galàxies - 8 nominacions: Encontres a la tercera fase - 5 nominacions: Annie Hall i La noia de l'adéu - 3 nominacions: Equus i L'espia que em va estimar - 2 nominacions: Airport '77, Buscant el Sr. Goodbar, Cet obscur objet du désir, Una jornada particular,,Melodia nocturna, Pete's Dragon i La sabatilla i la rosa | Les següents pel·lícules van rebre més d'un premi: - 7 premis: La guerra de les galàxies - 4 premis: Annie Hall - 3 premis: Julia - 2 premis: Encontres a la tercera fase |